# Betty MacDonald
Betty MacDonald (Boulder, Colorado, 26 de março de 1907 - Seattle, Washington, 07 de fevereiro de 1958) foi uma escritora norte-americana que se especializou em contos autobiográficos humorísticos. Seu maior sucesso foi a obra The Egg and I (O Ovo e Eu). Ela também escreveu Sra. Piggle-Wiggle, uma bem-sucedida série de livros infantis.

## Biografia
Betty MacDonald, nascida Elizabeth Campbell Bard, em Boulder, Colorado, mudou-se com sua família ainda jovem para a encosta norte de Seattle, em 1918.
Casou-se com Robert Eugene Heskett (1895-1951) em julho de 1927, com a idade de 20 anos. O casal foi viver em uma granja de galinhas, em Port Townsend.
Em 1931 divorciou-se e voltou para Seattle, onde trabalhou em inúmeros empregos para sustentar suas filhas Anne e Joana, de seu casamento com Heskett. Após o divórcio, o contato entre os ex-cônjuges era praticamente inexistente. Betty MacDonald esteve internada entre os anos de 1937 e 1938, para tratamento de tuberculose.
Em 24 de abril de 1942 casou-se com Donald C. MacDonald (1910-1975), mudando-se para a ilha de Vashon, onde escreveu a maioria de seus livros. Voltaram a mudar, desta para Carmel Valley Village, na Califórnia, em 1956.
Ficou famosa após lançar seu primeiro livro, O Ovo e Eu (The Egg and I), publicado em 1945, um best-seller traduzido para 20 idiomas, no qual narrava sua vida na granja. Na obra foram apresentados os personagens Ma e Pa Kettle, que também aparecem na versão cinematográfica. Os personagens se tornam tão populares que mais nove filmes foram feitos com eles.
No filme O Ovo e Eu, feito em 1947, Betty MacDonald foi interpretada por Claudette Colbert. Seu primeiro marido, chamado simplesmente de "Bob" no livro, foi denominado "Bob MacDonald" no filme, evitando a questão do divórcio, polêmica para a época, foi interpretado por Fred MacMurray.
MacDonald também publicou outros três livros semi-autobiográficos: Anybody Can Do Anything (Qualquer um pode fazer qualquer coisa), contando sua vida na Depressão, quando tentava encontrar trabalho; The Plague and I (A Peste e Eu), descrevendo-a nove meses no sanatório; Onions in the Stew (Primavera o Ano Inteiro), sobre sua vida na Ilha de Vashon com seu segundo marido e filhas durante os anos da Segunda Guerra. Ela também escreveu Mrs. Piggle Wiggle, série de livros infantis. Uma coleção póstuma de seus escritos, intitulado Who Me?, foi liberada mais tarde.
MacDonald morreu em Seattle, no dia 7 de Fevereiro de 1958, com idade de 49 anos, vitimada por um câncer.

## Língua Portuguesa
Algumas de suas obras foram lançadas na língua portuguesa, principalmente pela Reader´s Digest, nos anos 1950 e 1960, entre elas The Egg and I (O Ovo e Eu), Onions in the Stew (Primavera o Ano Inteiro) e The Plague and I (A Peste e Eu).